# Rouffiac-Tolosan
Rouffiac-Tolosan är en kommun i departementet Haute-Garonne i regionen Occitanien i södra Frankrike. Kommunen ligger i kantonen Toulouse 15e Canton som tillhör arrondissementet Toulouse. År 2022 hade Rouffiac-Tolosan 2 186 invånare.

## Befolkningsutveckling
Antalet invånare i kommunen Rouffiac-Tolosan
Referens:INSEE